# 21647 Carlturner
21647 Carlturner este un asteroid din centura principală de asteroizi.

## Descriere
21647 Carlturner este un asteroid din centura principală de asteroizi. A fost descoperit pe 12 iulie 1999 la Socorro, New Mexico, în cadrul proiectului LINEAR. Asteroidul prezintă o orbită caracterizată de o semiaxă mare de 2,66 ua, o excentricitate de 0,08 și o înclinație de 10,4° în raport cu ecliptica.